# Paniranje
Paniranje je priprava jedi za cvrenje. Panira se lahko meso, zelenjavo, gobe in sadje. 
Jed se panira tako, da se kosi jedi najprej povaljajo v moki, nato v stepenih jajcih in nazadnje drobtinah. Med jajca se lahko zmeša malo mleka ali piva. Panirati je možno tudi v pivskem, vinskem ali mlečnem testu. Pariško paniranje pomeni, da uporabimo samo moko in jajca.